# Vörösfejű álszajkó
A vörösfejű álszajkó (Garrulax rufifrons) a madarak osztályának verébalakúak (Passeriformes) rendjébe és a Leiothrichidae családjába tartozó faj.

## Rendszerezése
A fajt René Primevère Lesson francia ornitológus írta le 1831-ben.

## Alfajai
- Garrulax rufifrons rufifrons Lesson, 1831
- Garrulax rufifrons slamatensis Siebers, 1929[2]

## Előfordulása
Indonéziához tartozó Jáva szigetén honos. A természetes élőhelye a szubtrópusi vagy trópusi hegyi esőerdők. Állandó, nem vonuló faj.

## Megjelenése
Testhossza 27 centiméter. Tollazata barna, arca és homloka vörös.

## Életmódja
Rovarokkal és bogyókkal táplálkozik.